# C3 (light novel)
C3, altresì nota come C Cube (シーキューブ?, Shīkyūbu) oppure Cube×Cursed×Curious, è una serie di light novel scritta da Hazuki Minase ed illustrata da Sasorigatame. Un adattamento manga di Tsukako Akina è stato serializzato tra i numeri di aprile 2011 e marzo 2013 del Dengeki Daioh della ASCII Media Works. Un adattamento anime, prodotto dalla Silver Link, è stato trasmesso in Giappone tra il 1º ottobre e il 17 dicembre 2011.

## Trama
Un giorno il liceale Haruaki Yachi riceve da suo padre un pacco misterioso, contenente un cubo nero incredibilmente pesante. Quella notte Haruaki, svegliatosi di colpo a causa di un rumore sospetto in cucina, coglie in flagrante una bella ragazza completamente nuda intenta a mangiare cracker di riso. Dopo un momento d'imbarazzo, la ragazza si presenta come Fear, ma questa è solo la prima di una serie di sorprese che Haruaki deve ancora ricevere.

## Personaggi

### Personaggi principali
Haruaki Yachi (夜知 春亮?, Yachi Haruaki)
Doppiato da: Yūki Kaji & Ayano Yamamoto (Bambino) (ed. giapponese), Manuel Meli & Valeria Vidali (Bambino) (ed. italiana)
Fear Cubrick/Kubrick (フィア・キューブリック?, Fia Kyūburikku)
Doppiata da: Yukari Tamura (ed. giapponese), Irene Scalzo  (ed. italiana)
Konoha Muramasa (村正 このは?, Muramasa Konoha)
Doppiata da: Minori Chihara (ed. giapponese), Giulia Franceschetti  (ed. italiana)
Kirika Ueno (上野 錐霞?, Ueno Kirika)
Doppiata da: Eri Kitamura (ed. giapponese), Letizia Ciampa  (ed. italiana)
Kuroe Ningyouhara (人形原 黒絵?, Ningyōhara Kuroe)
Doppiata da: Yui Ogura

### Liceo Taishū
Gabriel Sekaibashi (世界橋 ガブリエル?, Sekaibashi Gaburieru)
Doppiato da: Shūichi Ikeda
Zenon Houjou (北条 漸音?, Hōjō Zenon)
Doppiata da: Ai Orikasa
Ganon Houjou (北条 ガノン?, Hōjō Ganon)
Doppiata da: Kotono Mitsuishi
Shiraho Sakuramairi (桜参 白穂?, Sakuramairi Shiraho)
Doppiata da: Chiwa Saitō
Sovereignty (サヴェレンティ?, Saverenti)
Doppiata da: Yuka Iguchi
Taizo Hakuto (伯途 泰造?, Hakuto Taizō)
Doppiato da: Takuma Terashima
Kana Miyama (実耶麻 渦奈?, Miyama Kana)
Doppiata da: Kana Asumi

### Antagonisti
Peavey Barowoi (ピーヴィー・バロヲイ?, Pīvī Barōi)
Doppiata da: Sayaka Ōhara
Amanda Carlot (アマンダ・カーロット?, Amanda Kārotto) / Mummy Maker (マミーメーカー?, Mamī Mēkā)
Doppiata da: MAKO
Alice Vivolio Basskreigh (アリス・ビブオーリオ・バスクリッハ?, Arisu Bibuōrio Basukurihha)
Doppiata da: Rie Tanaka
Sunao Himura (日村 素直?, Himura Sunao)
Doppiato da: Shin'ichirō Miki

## Media

### Light novel
La serie, scritta da Hazuki Minase con le illustrazioni di Sasorigatame, è composta da diciassette volumi che sono stati pubblicati dalla ASCII Media Works, sotto l'etichetta Dengeki Bunko, tra il 10 settembre 2007 e il 7 giugno 2013.
| Nº | Titolo italiano Giapponese 「Kanji」 - Rōmaji | Data di prima pubblicazione              | Data di prima pubblicazione |
| Nº | Titolo italiano Giapponese 「Kanji」 - Rōmaji | Giapponese                               |                             |
| 1  | C3 - C Cube 「C3 -シーキューブ-」 - C3 -Shīkyūbu- | 10 settembre 2007 ISBN 978-4-8402-3975-2 |                             |
| 2  | C3 - C Cube II 「C3 -シーキューブ- II」 - C3 -Shīkyūbu- II                                                                                               | 10 gennaio 2008 ISBN 978-4-8402-4143-4   |                             |
| 3  | C3 - C Cube III 「C3 -シーキューブ- III」 - C3 -Shīkyūbu- III                                                                                            | 10 aprile 2008 ISBN 978-4-04-867023-4    |                             |
| 4  | C3 - C Cube IV 「C3 -シーキューブ- IV」 - C3 -Shīkyūbu- IV                                                                                               | 10 agosto 2008 ISBN 978-4-04-867178-1    |                             |
| 5  | C3 - C Cube V 「C3 -シーキューブ- V」 - C3 -Shīkyūbu- V                                                                                                  | 10 dicembre 2008 ISBN 978-4-04-867422-5  |                             |
| 6  | C3 - C Cube VI 「C3 -シーキューブ- VI」 - C3 -Shīkyūbu- VI                                                                                               | 10 marzo 2009 ISBN 978-4-04-867597-0     |                             |
| 7  | C3 - C Cube VII 「C3 -シーキューブ- VII」 - C3 -Shīkyūbu- VII                                                                                            | 10 luglio 2009 ISBN 978-4-04-867899-5    |                             |
| 8  | C3 - C Cube VIII 「C3 -シーキューブ- VIII」 - C3 -Shīkyūbu- VIII                                                                                         | 10 novembre 2009 ISBN 978-4-04-868143-8  |                             |
| 9  | C3 - C Cube IX 「C3 -シーキューブ- IX」 - C3 -Shīkyūbu- IX                                                                                               | 10 marzo 2010 ISBN 978-4-04-868397-5     |                             |
| 10 | C3 - C Cube X 「C3 -シーキューブ- X」 - C3 -Shīkyūbu- X                                                                                                  | 10 settembre 2010 ISBN 978-4-04-868879-6 |                             |
| 11 | C3 - C Cube XI 「C3 -シーキューブ- XI」 - C3 -Shīkyūbu- XI                                                                                               | 10 aprile 2011 ISBN 978-4-04-870421-2    |                             |
| 12 | C3 - C Cube XII 「C3 -シーキューブ- XII」 - C3 -Shīkyūbu- XII                                                                                            | 10 ottobre 2011 ISBN 978-4-04-870957-6   |                             |
| 13 | C3 - C Cube XIII 「C3 -シーキューブ- XIII」 - C3 -Shīkyūbu- XIII                                                                                         | 10 dicembre 2011 ISBN 978-4-04-886246-2  |                             |
| 14 | C3 - C Cube XIV 「C3 -シーキューブ- XIV」 - C3 -Shīkyūbu- XIV                                                                                            | 10 luglio 2012 ISBN 978-4-04-886707-8    |                             |
| 15 | C3 - C Cube XV 「C3 -シーキューブ- XV」 - C3 -Shīkyūbu- XV                                                                                               | 10 ottobre 2012 ISBN 978-4-04-886982-9   |                             |
| 16 | C3 - C Cube XVI episode CLOSE／the first part 「C3 -シーキューブ- XVI episode CLOSE／the first part」 - C3 -Shīkyūbu- XVI episode CLOSE／the first part  | 10 marzo 2013 ISBN 978-4-04-891433-8     |                             |
| 17 | C3 - C Cube XVII episode CLOSE / the last part 「C3-シーキューブ-XVII episode CLOSE / the last part」 - C3 -Shīkyūbu- XVII episode CLOSE / the last part | 7 giugno 2013 ISBN 978-4-04-891677-6     |                             |

### Manga
L'adattamento manga di Tsukako Akina è stato serializzato sulla rivista Dengeki Daioh della ASCII Media Works tra i numeri di aprile 2011 e marzo 2013. I capitoli sono stati raccolti in tre volumi tankōbon, pubblicati tra il 27 ottobre 2011 e il 27 marzo 2013.

#### Volumi
| Nº | Data di prima pubblicazione | Data di prima pubblicazione | Data di prima pubblicazione |
| Nº | Giapponese                  | Giapponese                  |                             |
| -- | --------------------------- | --------------------------- | --------------------------- |
| 1  | 27 ottobre 2011             | ISBN 978-4-04-870977-4      |                             |
| 2  | 27 luglio 2012              | ISBN 978-4-04-886849-5      |                             |
| 3  | 27 marzo 2013               | ISBN 978-4-04-891570-0      |                             |

### Anime
La serie televisiva anime, scritta da Michiko Yokote e coprodotta da StarChild e Silver Link per la regia di Shin Ōnuma, è stata annunciata sul numero di aprile 2011 del pamphlet Dengeki AnimeStyle della ASCII Media Works. Le sigle di apertura e chiusura sono rispettivamente Endless Story di Yukari Tamura ed Hana (雪華? lett. "Fiore di neve") di Eri Kitamura, per poi cambiare dall'episodio nove in Shirushi (紋? lett. "Segno") di Eri Kitamura e Sympathy of Love di Yukari Tamura. In America del Nord i diritti sono stati acquistati dalla Funimation.

#### Episodi
| Nº | Titolo italiano (traduzione letterale) Giapponese 「Kanji」 - Rōmaji                                      | In onda          | In onda |
| Nº | Titolo italiano (traduzione letterale) Giapponese 「Kanji」 - Rōmaji                                      | Giapponese       |         |
| 1  | Non so che cosa si sia mosso nel mio futon 「布団に移るものを知らない」 - Futon ni utsuru mono o shiranai | 1º ottobre 2011  |         |
| 2  | Dove, cosa, qualcosa 「どこに、なにを、なにか」 - Doko ni, nani o, nani ka                                | 8 ottobre 2011   |         |
| 3  | L'antinomia delle loro temperature 「彼らの温度の二律背反」 - Karera no ondo no niritsuhaihan             | 15 ottobre 2011  |         |
| 4  | Una madre e un dakimakura di notte 「夜には母親と抱き枕を」 - Yoru ni wa hahaoya to dakimakura o          | 22 ottobre 2011  |         |
| 5  | Anche se sono maledetto 「たとえ呪われても」 - Tatoe norowaretemo                                         | 29 ottobre 2011  |         |
| 6  | Debole come una palla di vetro 「球形硝子に似て脆弱な」 - Kyūkei garasu ni nite zeijaku na                | 5 novembre 2011  |         |
| 7  | Non riflesso negli occhi di un veggente 「予見者の眼に映らない」 - Yoken-sha no me ni utsuranai           | 12 novembre 2011 |         |
| 8  | Come una maledizione inevitabile 「逃れ得ぬ呪いのような」 - Nogare enu noroi no yō na                     | 19 novembre 2011 |         |
| 9  | Il rimpatriato sembra in qualche modo strano 「帰還者は何処か不思議な」 - Kikan-sha wa doko ka fushigi na | 26 novembre 2011 |         |
| 10 | Il sadico non si trova da nessuna parte 「嗜虐者は何処にもいない」 - Shigyaku-sha wa doko ni mo inai      | 3 dicembre 2011  |         |
| 11 | Il fanatico è da qualche parte 「狂信者は何処かにいる」 - Kyōshinja wa doko ka ni iru                     | 10 dicembre 2011 |         |
| 12 | I trascendentali si trovano dappertutto 「超越者は何処にでもいる」 - Chōetsu-sha wa doko ni demo iru      | 17 dicembre 2011 |         |